# 아이스보이
아이스보이(1998년 ~)는 대한민국의 가수다. 2022년 EP 《ICE TAPE》로 데뷔했다.

## 학력
- 가천고등학교

## 방송
- 고등래퍼 1 (2017) - Top12(11위)
- 드랍더비트 (2022) - Top10(6위)

## 음반
- 고등래퍼 지역대항전 Part.1 (2017)
- ICE TAPE (2022)
- Two Coins (2022)